# Lars Martin Myhre
Lars Martin Myhre (Tønsberg, Noruega, 10 de agosto de 1956-28 de diciembre de 2024) fue un cantante y compositor noruego, guitarrista, pianista, y productor musical que residìa en Sandefjord, Noruega. Es conocido por sus más de 30 años de experiencia en la industria de la música, entre la que destacan sus colaboraciones con Odd Børretzen. En su trayectoria ha lanzado más de una docena de álbumes y también ha tenido múltiples participaciones en las producciones musicales de otros artistas, películas y obras de teatro. Ha transitado por una variedad de géneros de música, con énfasis en el jazz y la música clásica.

## Carrera
En el inicio de su carrera fue un dedicado músico de jazz. En 1977 comenzó con su Slagen Big Band y fue el director de la banda por más de 10 años. Con la SBB, publicó en 1984 el álbum Bak speilet con letras por Jens Bjørneboe. Desde 1980 hasta 1993, fue igualmente el director musical para el grupo de teatro libre Thesbiteateret y también cantoautor. En este periodo compuso música para más de veinte obras y para dos musicales: Nattklubben en 1987 y Oppdagelsen av Columbus en 1992, junto con Odd Børretzen.
Adicionalmente, ha escrito música para largometrajes como Henrys bakværelse, dirigida por Gianni Lepre en 1982; para Prinsen av Fogo, dirigida por Inge Tenvik en 1987; y para el documental Å seile sin egen sjø av Øyvind Sandberg en 2002.
En 1981 comenzó la exitosa colaboración con Odd Børretzen. En conjunto llegaron a lanzar tres álbumes. Su primer álbum, Noen ganger er det all right, el cual se publicó en 1995, estuvo por 98 semanas en la VG-lista y ha vendido aproximadamente 150,000 copias. El dúo fue premiado con el Spellemannprisen en cuatro ocasiones, incluyendo un reconocimiento único en su clase por el hit noruego Noen ganger er det all right. A la par, Myhre continuaba con sus propios proyectos.
En los años 80 emprendió simultáneamente una sociedad con el poeta y cantante Arild Nyquist. La colaboración resultó, entre otros, en el grupo Trio Tre, donde Svein Olav Blindheim era la tercera persona. En 1985 lanzaron el álbum Kalde øl og heite jenter, y en 1999 I sans og samling.
Para el Vestfoldspillene, en 1997, creó por encargo el trabajo Hysj junto con el poeta Gro Dahle. Hysj fue también lanzado en un registro con el trompetista de jazz danés Palle Mikkelborg. Fue publicada en versión noruega y en inglés con el nombre Hush. Además de Mikkelborg, en ese proyecto participaron otros renombrados músicos de jazz entre los que resaltan Joanna Foster, Jonathan Guy Lewis y Kvitretten. Ese álbum también estuvo nominado al Spellemannprisen el año siguiente.
En 2001 Myhre lanzó el álbum 10 sanger, donde compuso música para poemas de Ingvar Hovland y Jens Bjørneboe. Allí quiso encontrar diferentes vocalistas para interpretar sus canciones, pero se decidió por hacerlo él mismo. La colaboración con Hovland ha continuado y, en 2006, él compuso diez piezas para el álbum Stengetid?

## Premios y reconocimientos
- Urijazzprisen,1984.
- Premio de Cultura Sem Sparebanks, 1985.
- Vestfold fylkeskommunes Kunstnerpris, 1989.
- Primer premio NOPA/NRK en la categoría "canción del verano" para En sommer er aldri over (con Louis Jacoby), 1995.
- Spellemannprisen en la categoría "canción del año" para Noen ganger er det all right (con Odd Børretzen), 1996.
- Spellemannprisen en la categoría "folk rock " para el álbum Vintersang (con Odd Børretzen), 1997.
- Premio Kardemomme NOPA, 1999.
- Årets Norsktopplåt para Deja-vu (de 10 sanger), 2001.
- Premio de Cultura Municipal de Sandefjord, 2002.
- Spellemannprisen en la categoría "folk" para el álbum Kelner! (Con Odd Børretzen), 2002.
- Gammleng-prisen, 2005.

## Discografía
- Søstrene (EMREC, 1983), con Slagen Storband. Letras por Jens Bjørneboe.
- Bak speilet (Hot Club Records, 1984), con Slagen Storband. Letras por Jens Bjørneboe.
- Kalde øl og heite jenter (Tunsberg, 1985), con Trio Tre.
- Slemme Lars og noen andre (Tunsberg, 1987), con Arild Nyquist y Svein Olav Blindheim.
- Sanger fra ei kjerre (1992) con Thesbiteateret.
- Noen ganger er det all right (Tylden, 1995), con Odd Børretzen.
- Vintersang (Tylden, 1997) con Extraño Børretzen
- Hysj (Tylden, 1997)
- I sans og samling (Tylden, 1999), con Trio Tre.
- Hush (1999), versión en inglés de Hysj.
- 10 Sanger (Tylden, 2001).
- Kelner! (Tylden, 2002), con Odd Børretzen.
- Fra øverste hylle (Tylden, 2004), con Odd Børretzen.
- Stengetid? (Tylden, 2006).
- Syv sørgelige sanger og tre triste (2008), con Odd Børretzen.
- Sibelius' åttende – eller så langt vi har reist for å komme til kort (Bigbox / Sony Música, 2011).
- Hans Majestet (Gramofon, 2016).